# Gylmar dos Santos Neves
Gylmar dos Santos Neves, meglio noto come Gilmar (Santos, 22 agosto 1930 – San Paolo, 25 agosto 2013), è stato un calciatore brasiliano, di ruolo portiere.

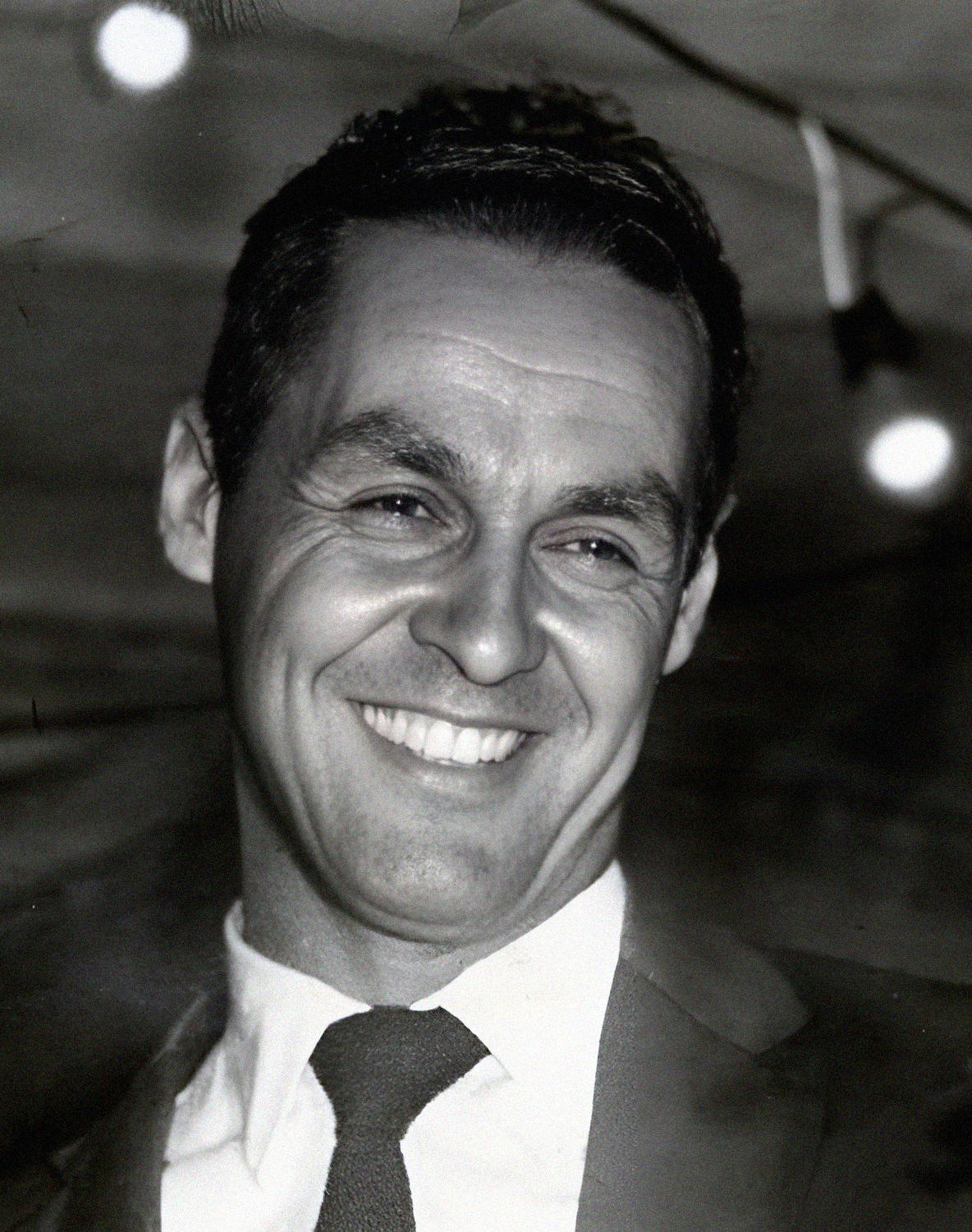
Gilmar 1958.

Inserito dall'IFFHS tra i migliori portieri del XX secolo, con la Nazionale brasiliana ha vinto il Mondiale di calcio nel 1958 e nel 1962; è l'unico estremo difensore ad essere riuscito a vincere da titolare due edizioni della Coppa del mondo. Prima di lui solo Guido Masetti aveva vinto due titoli mondiali nel 1934 e 1938, ma come terzo portiere convocato.
Dopo essere rimasto paralizzato per il 40% del suo corpo a seguito di un ictus nel 2000, è scomparso nel 2013, pochi giorni dopo il suo 83º compleanno, a causa di un infarto.

## Caratteristiche tecniche
È considerato il portiere più completo del calcio brasiliano di tutti i tempi: estremo difensore reattivo di stile classico, aveva riflessi molto rapidi, era agile e in possesso di notevoli qualità acrobatiche, aveva anche basi tecniche notevoli; ha giocato fino a 39 anni. Non fu solo un ottimo portiere, ma anche un'importante guida carismatica.

## Carriera

### Club
Gilmar iniziò la sua carriera nel 1945, a 15 anni, nello Jabaquara, squadre dell'omonimo quartiere di Santos, sua città natale. Nel 1951 si trasferì al Corinthians, con cui vinse tre campionati statali (1951, 1952 e 1954). In totale rimase nella squadra di San Paolo per 10 anni e disputò 398 partite.
Nel 1962 firmò per il Santos, con cui vinse cinque Campionati Paulisti, cinque Taça Brasil, due Coppe Libertadores e due Coppe Intercontinentali (nel 1962 contro il Benfica e nel 1963 contro il Milan). Con la maglia del Santos giocò in totale 330 partite.

### Nazionale
Con la Nazionale brasiliana Gilmar disputò 94 partite ufficiali subendo 98 gol. Esordì nel marzo 1953 a Lima contro la Bolivia, partita vinta per 8-1 dai verdeoro, subentrando a Castilho.
Con il Brasile partecipò ai Mondiali del 1958, del 1962 e del 1966, vincendo le prime due come titolare, con il numero 3 sulle spalle anche essendo un portiere. Disputò inoltre il Campeonato Sudamericano nel 1953, nel 1956, nel 1957 e nel 1959 in Argentina ottenendo tre secondi posti (nella prima occasione alle spalle del Paraguay e nelle ultime due dietro all'Argentina).

## Dopo il ritiro
Nel 1969 chiude la carriera calcistica, si allontana dal mondo del calcio diventando un imprenditore; ma nel 1983, su invito dalla federcalcio Brasiliana assume la supervisione della nazionale maggiore, ruolo che abbandonerà dopo circa un anno tornando alle proprie attività extracalcistiche.

## Palmarès

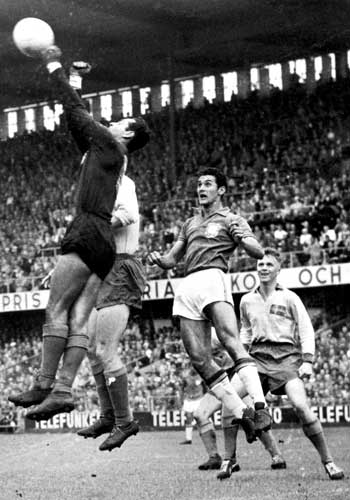
Una parata di Gilmar durante il Mondiale 1958 in Svezia

### Club

#### Competizioni nazionali
- Campionato paulista: 8

Corinthians: 1951, 1952, 1954
Santos: 1962, 1964, 1965, 1967, 1968
- Torneo Rio-San Paolo: 5

Corinthians: 1953, 1954
Santos: 1963, 1964, 1966
- Taça Brasil: 4

Santos: 1962, 1963, 1964, 1965
- Torneo Roberto Gomes Pedrosa: 1

Santos: 1968

#### Competizioni internazionali
- Coppa Libertadores: 2

Santos: 1962, 1963
- Coppa Intercontinentale: 2

Santos: 1962, 1963
- Supercoppa dei Campioni Intercontinentali: 1

Santos: 1968

### Nazionale
- Campionato mondiale: 2

Svezia 1958, Cile 1962